# آكيو ساتو
آكيو ساتو (بالكانا:さとう あきお) هو سياسي ياباني، ولد في 15 أغسطس 1927 بناغويا في اليابان، وتوفي في 23 أكتوبر 2007 بسبب ذات الرئة. حزبياً، نشط في الحزب الشيوعي الياباني. انتخب عضو مجلس المستشارين.